# Aktion von U 35 im Golf von Sollum
In der Aktion von U 35 im Golf von Sollum am 5. November 1915 versenkte U 35 die HMS Tara und überfiel den Hafen von Sollum, wobei ein Kanonenboot versenkt wurde. Die Aktion fand im Anschluss an einen Versorgungstransport für die osmanischen Truppen in der Cyrenaica statt und bildete eines der Ereignisse, die die osmanisch-arabische Invasion in Ägypten einleiteten.

## Hintergrund

### Osmanische Militärmission in Libyen
Ende Oktober 1915 bat der osmanische Kriegsminister Ismail Enver den deutschen Verbündeten um die Ausführung von Versorgungstransporten durch U-Boote für die osmanische Militärmission in Libyen, die seit Kriegseintritt des Osmanischen Reiches in den Ersten Weltkrieg mit der Mobilisierung der arabischen Einheimischen für eine Invasion in Ägypten beauftragt war. Das Lager der Osmanen befand sich in Bir Wa'ir (ca. 5 km westlich von Sollum). Als erstes deutsches U-Boot wurde U 35 mit dem Transport von Kriegsmaterialien beauftragt.

### Versorgungstransport
Als U 35 sich am 25. Oktober 1915 in der Bucht von Xeros (westlich von Gallipoli) aufhielt, erhielt es Instruktionen einen Versorgungstransport nach Libyen auszuführen. Das U-Boot erreichte am 31. Oktober die Insel Orak Adasi (nahe Bodrum). Dort nahm es 10 osmanische Offiziere, Geld (120.000 Franc) und Munition (300.000 Patronen und 80 Munitionsgurte für Maschinengewehre) an Bord. Zusammen mit zwei Schonern, die mit 120 osmanischen Soldaten und weiteren Kriegsmaterialien beladen waren, begann am 1. November U 35 seine Transportfahrt. In der Nacht vom 2. zum 3. November löste der Konvoi sich auf und U 35 setzte die Fahrt allein fort. Am Morgen des 3. November konnte das Depotschiff HMS Woolwich südlich von Kreta versenkt werden. In der Nacht vom 4. auf den 5. November erreichte U 35 den Hafen von Bardia (ca. 20 km nördlich von Sollum).

### Anglo-ägyptische Präsenz in Sollum
Sollum war seit dem 22. Dezember 1911 faktisch ägyptisches Territorium (→ Besetzung von Sollum) und bildete die westliche Grenze zu Libyen. Gesichert wurde der Ort durch Truppen der Egyptian Coastguard, einer Abteilung des Coastguard Camel Corps und einer Abteilung der ägyptischen Armee, die das Fort besetzte. Oberbefehlshaber dieser Garnison war der Offizier der Egyptian Coastguard Lieutenant Colonel Cecil Longueville Snow. Am 5. November 1915 lagen zwei Kanonenboote der Egyptian Coastguard im Hafen von Sollum vor Anker: die Abbas und die Nour al-Bahr.
Die HMS Tara war ursprünglich ein Passagierdampfer, welcher im August 1914 für den Kriegseinsatz requiriert, neu ausgerüstet und mit 3 leichten Geschützen (QF-6-Pfünder Hotchkiss) bewaffnet wurde. Seit Oktober 1915 war das Schiff Teil der North Egyptian Coast Patrol und führte in diesem Rahmen Küstenpatrouillen und Schiffskontrollen an der ägyptischen Küste von Alexandria bis Sollum durch. Am 3. November startete die Tara ihre zweite und letzte Patrouille von Alexandria aus und hätte am 5. November Sollum erreicht.

## Verlauf
Während U 35 sich im Hafen von Bardia befand, wurde der Kommandant, Kapitänleutnant Kophamel, darüber informiert, dass sich zwei kleine britische Kriegsschiffe im Hafen von Sollum befinden. Waldemar Kophamel entschloss sich daraufhin, den Hafen am Morgen des 5. November anzugreifen. Da er keine Kenntnis über den Verteidigungsstand besaß, lief er den Hafen untergetaucht an, um die Schiffe mit Torpedos zu versenken. Allerdings brach er den Angriff ab, da er diesen wegen des seichten Gewässers für undurchführbar hielt, und drehte ab.
Um 9:00 Uhr entdeckte U 35 die HMS Tara, die sich auf dem Weg nach Sollum befand. Um 10:10 Uhr – als die Tara nur noch ca. 13 km vom Ziel entfernt war – feuerte U 35 einen Torpedo ab und traf den Maschinenraum. Die Tara bekam sofort Schlagseite. Innerhalb von 8 Minuten sank das Schiff. Von der 104-köpfigen Besatzung starben 12. Diejenigen, die keinen Platz in den Rettungsbooten fanden, wurden durch U 35 aufgenommen. Die 92 Überlebenden wurden nach Bardia gefahren, um sie dort den Osmanen zu übergeben. Dort angekommen wurde Kophamel von Nuri Killigil, dem Leiter der osmanische Militärmission in Libyen, und Otto Mannesmann, der im Auftrag des Stellvertretenden Generalstabes den Maghreb revolutionieren sollte, in Empfang genommen. Sie drängten Kophamel den Hafen von Sollum anzugreifen und versicherten ihm, dass die Verteidigung des Hafens minimal sei. Kurz vor 16:00 Uhr verließ U 35 den Hafen von Bardia Richtung Sollum.
Die Garnison hatte die Versenkung der HMS Tara und die Präsenz von U 35 nicht bemerkt. Um 17:15 tauchte U 35 außerhalb des Hafens von Sollum auf und begann mit seinem leichten Geschütz die im Hafen liegenden Kanonenboote zu beschießen. Dabei wurde die Abbas versenkt und die Nour al-Bahr schwer beschädigt. Danach richtete sich das Geschütz auf Gebäude des Hafens, konnte aber nur geringen Schaden anrichten. Mangels Artillerie konnte die Garnison den Angriff nicht abwehren. Um 18:00 Uhr beendete U 35 den Angriff und fuhr nach Norden ab. Es kam niemand ums Leben.

## Folgen
Der Überfall durch U 35 führte zu sofortigen Maßnahmen durch die Briten, um die Verteidigung von Sollum und der westägyptischen Küste zu verstärken. Am 7. November erreichte die HMS Lunka Sollum. Zum Schutz der westägyptischen Küste wurde das Emergency Squadron unter dem Oberbefehl von Lieutenant Commander Charles Lister gebildet, das zum großen Anteil aus Panzerwagen der Royal Naval Armoured Car Division bestand. Am 11. November erreichte eine Abteilung des Emergency Squadron Sollum. Am selben Tag fuhr das Kanonenboot Rasheed ein. Es transportierte zwei alte Feldkanonen und eine Abteilung der ägyptischen Armee. Der Zwischenfall bei Sidi Barrani am 18. November führte aber am 23. November – kurz vor der osmanisch-arabischen Invasion in Ägypten – zur Aufgabe von Sollum und zum Rückzug der anglo-ägyptischen Truppen nach Mersa Matruh.
Die Versenkung der Tara konnte durch die Briten durch das Auffinden von Trümmern erst am 10. November bestätigt werden. Durch arabische Informanten erfuhr Cecil Snow, dass die überlebende Besatzung an die Osmanen übergeben worden war. Am 7. November ca. 170 km südlich von Kreta hatte U 35 das indische Transportschiff SS Moorina versenkt. 4 Besatzungsmitglieder wurden, nachdem sie mit einem Rettungsboot am 11. November die Küste nahe Bardia erreichten, gefangen genommen. Die Gefangenen der Tara und der Moorina wurden ins Landesinnere nach Bir Hakeim (südlich von Derna) deportiert und konnten am 17. März 1916 durch die Armoured Car Brigade befreit werden.